# 蔥豉桔梗湯
蔥豉桔梗湯為一中藥方劑名，以現代的話語來講，主要用於感冒初期，體表皮膚遇冷收縮，致使體內熱氣無法散出所引發之症狀。症狀上類似於西醫所稱之上呼吸道感染、流行性感冒、肺炎等。

## 方劑出處
本方出自《通俗傷寒論》，或稱《重訂通俗傷寒論》。

## 方劑組成
鮮蔥白，3枚至5枚、苦桔梗，1錢至1錢半、焦山梔，2錢至3錢、淡豆豉，3錢至5錢、蘇薄荷1錢至1錢半、青連翹，1錢半至2錢、生甘草，6分至8分，鮮淡竹葉，30片。

## 主治症狀
- 使用時機：本方用於感冒初期。
- 症狀：
  - 微畏寒，無汗或有少量流汗之現象
  - 咳嗽咽乾，心煩口渴，舌尖紅赤，苔薄黃，脈浮數等發熱之現象

類似於西醫所稱之流行性感冒、急性支氣管炎

## 方義
本方之思路為「辛涼解表，疏風清熱」
- 以蔥白、豆豉解肌發表，疏風散邪；
- 以薄荷、桔梗散風清熱；
- 以連翹、山梔清熱解毒；
- 甘草合桔梗以利咽止咳；
- 淡竹葉清心除煩。[2]

## 外部連結
1. 1 2   《重訂通俗傷寒論》 收錄於中醫笈成網頁。
2. ↑  蔥豉桔梗湯 （页面存档备份，存于） 收錄於中醫藥網站